# Brás Maria da Silveira e Lorena, Marquês das Minas
D. Brás Maria José Baltazar da Piedade da Silveira e Lorena (17 de Dezembro de 1814, Santos-o-Velho - 16 de Janeiro de 1867, Santos-o-Velho) era filho de D. Nuno Maria José Baltazar da Silveira e Lorena (1793-1820), capitão de regimento de infantaria número 22 e de D. Ana José de Assis da Câmara (1796-1869), naturais de Lisboa, sendo o mais velho de três filhos.

## Biografia
Foi 11° Conde do Prado,  9º Marquês das Minas em 15 de janeiro de 1842. Comendador da Ordem de Cristo e cavaleiro da Ordem da Torre e Espada, Par do reino; condecorado com a medalha especial de Isabel II, etc. 
Casou em 8 de Maio de 1842 na Igreja Paroquial da Encarnação de Lisboa, com D. Eugénia Maria de Sousa Holstein (6 de Março de 1813, Alcântara (Lisboa) - ?) filha do 1º duque de Palmela D. Pedro de Sousa Holstein (1781-1850) e D. Eugénia Francisca Maria Ana Júlia Felizarda Apolónia Xavier Telles da Gama (1798-1848). 
O título de conde do Prado foi dado a seu filho primogênito.
Teve oito filhos:
- D. Nuno Maria da Silveira e Lorena (11 de Setembro de 1843, Santos-o-Velho, Lisboa - ?) morreu sem deixar geração. Foi 12º conde do Prado e 10º Marquês das Minas;

- D. Pedro Maria da Silveira e Lorena (21 de Janeiro de 1846, Santos-o-Velho, Lisboa - 12 de Julho de 1870, Santos-o-Velho, Lisboa) 13º conde do Prado e 11º Marquês das Minas. Morreu também sem deixar geração;

- D. Alexandre Maria da Silveira e Lorena (17 de Setembro de 1847, São Mamede (Lisboa) - 30 de Agosto de 1903, Luanda, Angola) foi 14º conde do Prado, 12º Marquês das Minas. Oficial-mor da casa civil de el-Rei, par do reino, engenheiro civil, diretor dos caminhos-de-ferro de Luanda a Ambaca. Tomou posse na câmara dos pares, lugar em que sucedeu a seu pai, em 21 de Julho de 1890. Curso de engenharia civil. Diversos cargos superiores, no continente e em África. Sucedeu no título a seus dois irmãos falecidos sem herdeiros, sendo-lhe o título renovado em 2 de Novembro de 1876;

- D. Brás Maria da Silveira e Lorena (6 de Dezembro de 1849, Santos-o-Velho, Lisboa - 10 de Janeiro de 1850, Santos-o-Velho, Lisboa);

- D. Brás Maria da Silveira e Lorena (9 de Dezembro de 1852, Santos-o-Velho, Lisboa - 10 de Janeiro de 1853, Santos-o-Velho, Lisboa);

- D. Luís Gonzaga da Silveira e Lorena (5 de Julho de 1853, Santos-o-Velho, Lisboa - ?);

- D. Eugénia Maria das Dores da Silveira e Lorena (17 de Setembro de 1854, Oeiras, Lisboa - ?);

- D. Ana Maria da Silveira e Lorena (3 de Agosto de 1856, Santos-o-Velho, Lisboa - 3 de Novembro de 1881, Santos-o-Velho, Lisboa) casou na Igreja Paroquial de Alcabideche, em Cascais, a 27 de Novembro de 1880 com José da Silva Martens Ferrão Castelo Branco (13 de Novembro de 1847, Paris - 21 de Março de 1909, Mercês (Lisboa), com geração.

Faleceu aos 52 anos de idade, no palácio onde residia na rua de São Francisco de Paula, número 6, freguesia de Santos-o-Velho. Está sepultado em jazigo particular no Cemitério dos Prazeres.